# قائمة إصدارات الطوابع في أوكرانيا لسنة 2001
هذه قائمة الطوابع البريدية التي أصدرها البريد الأوكراني للتداول في عام 2001.
في الفترة من 16 يناير إلى 20 ديسمبر 2001، أصدر 58 طابعا بريديا بضمنها 52 طابعًا بريديًا تذكاريًا وست طوابع دائمة (قياسية). غطت الطوابع التذكارية مواضيع ذكرى التواريخ والأحداث الهامة وذكرى الشخصيات الثقافية البارزة وغيرها. طرحت طوابع بريدية للتداول بالقيم التالية:
- 0.10 هريفنا
- 0.20 هريفنا
- 0.30 هريفنا
- 0.40 هريفنا
- 0.50 هريفنا
- 0.70 هريفنا
- 0,75 هريفنا
- 1.00 هريفنا
- 1.50 هريفنا
- 3.00 هريفنا

بالإضافة إلى الإصدار الخامس من الطوابع الدائمة والتي تحمل القيم الاسمية التالية:
| الحرف | القيمة الاسمية في حينها |
| ----- | ----------------------- |
| «В»   | 0.10 هريفنا             |
| «Д»   | 0,30 هريفنا             |
| «Е»   | 0,71 هريفنا             |
| «Є»   | 3,65 هريفنا             |
| «Ж»   | 2,66 هريفنا             |
| «Р»   | 10,84 هريفنا            |

أصدرت أوكرانيا طوابعها البريدية التي تحمل قيمًا على شكل حروف من الأبجدية الأوكرانية، كان هذا يشير إلى نظام مؤقت للقيمة بسبب التضخم المفرط الذي كانت تعاني منه البلاد منذ أوائل التسعينيات بعد انهيار الاتحاد السوفيتي. فعوضا عن الأرقام التي تحدد قيمة الطابع برقم معين (مثل 10 أو 50 كوبيك)، فقد استعملت حروف أوكرانية، وهذا بسبب أن القيم متغيرة وأن هذه الحروف لم تكن تمثل قيمة ثابتة بالمعنى التقليدي. بدلاً من ذلك، كانت تمثل فئة سعرية أو تعرفة بريدية محددة في ذلك الوقت.
وهكذا فقد كان يصدر تعديل دوري نظرًا للتضخم السريع، وقد كانت قيمة هذه الفئات السعرية التي تمثلها الحروف تتغير دوريا (أسبوعيًا في بعض الأحيان) لمواكبة تقلبات سعر الصرف مقابل الدولار الأمريكي وتكاليف البريد المتزايدة. كذلك كان استخدام الحروف أسهل وأسرع من إعادة طباعة طوابع جديدة بأرقام مختلفة كل فترة قصيرة، وكان يعلن عن قيمة كل حرف بالعملة المحلية (الكاربوفانيتس الأوكراني ثم الهريفنيا الأوكرانية) دوريا. مثلا قد يمثل الطابع الذي يحمل الحرف "А" قيمة معينة للرسائل المحلية العادية، بينما يمثل الطابع الذي يحمل الحرف "Б" قيمة أعلى للرسائل المسجلة أو المرسلة إلى وجهات أبعد.
استخدام هذا النظام بين عامي 1994 و1996 حتى استقر الوضع الاقتصادي وأدخلت العملة الوطنية الجديدة، (الهريفنيا الأوكرانية) (₴)، في عام 1996. بعد ذلك، بدأت الطوابع تحمل قيمًا رقمية ثابتة بالهريفنيا والكوبيك (الوحدة الأصغر للهريفنيا).
لذلك، فإن الحروف الأوكرانية على طوابع لم تكن مجرد رموز عشوائية، بل كانت نظامًا عمليًا مؤقتًا لتحديد قيمة الطوابع في ظل الظروف الاقتصادية الصعبة التي مرت بها أوكرانيا في تلك الفترة.
طُبعت كل الطوابع في مؤسسة "دار الطباعة الأوكراني" المملوكة للدولة.

## قائمة الطوابع التذكارية
يتوافق ترتيب العناصر في الجدول مع الرقم الموجود في دليل طوابع أوكرانيا على الموقع الرسمي للبريد الأوكراني ((بالأوكرانية: КМД УДППЗ «Укрпошта»)، بين قوسين الأرقام وفقًا "لدليل ميشيل للطوابع".
| التسلسل في الكتالوج | الصورة | الوصف والمصادر | القيمة                               | تاريخ طرحها للتداول | كمية الإصدار          | المصمم                                                 |
| --- | ------ | --- | ------------------------------------ | ------------------- | --------------------- | ------------------------------------------------------ |
| رقم 364 (Mi #424) |        | «القديس ديمتري روستوفسكي» | 0,75 هريفنا                          | 16 يناير 2001 م     | 150٬000               | أوليكساندر كوشيل                                       |
| رقم 365 (Mi #425) |        | «عيد الحب!» | 0,30 هريفنا                          | 26 يناير 2001 م     | 350٬000               | ليودميلا كالميكوفا                                     |
| رقم 366 (Mi #426) |        | ورقة طوابع تذكارية: «دانيال ملك غاليسيا (1201—1264)» | 3,00 هريفنا                          | 1 فبراير 2001 م     | 60٬000                | أوليكسي شتانكو                                         |
| رقم 367 (Mi #427) |        | سلسلة: «هيتمان أوكرانيا»: (بالإنجليزية: يوري خميلنيتسكي، رومنة: Yurii Khmelnytsky) | 0,30 هريفنا                          | 20 فبراير 2001 م    | 500٬000               | لوغفين                                                 |
| رقم 368 (Mi #428) |        | سلسلة: «هيتمان أوكرانيا»: ميخايلو خانينكو | 0,50 هريفنا                          | 20 فبراير 2001 م    | 500٬000               | لوغفين                                                 |
| رقم 369 (Mi #429) |        | الذكرى 125 لاختراع الهاتف | 0,70 هريفنا                          | 6 مارس 2001 م       | 200٬000               | فاليري يفتوشينكو                                       |
| رقم 370 (Mi #430) |        | سلسلة: «رسوم الأطفال» - رسمة «ألينا نوتشفاي، 9 سنوات» | 0,10 هريفنا                          | 7 مارس 2001 م       | 1 300 000             | ميكولا كوتشوبي                                         |
| رقم 371 (Mi #431) |        | سلسلة: «رسوم الأطفال» - رسمة «أوليا بينيتش، 8 سنوات» | 0,30 هريفنا                          | 7 مارس 2001 م       | 300٬000               | ميكولا كوتشوبي                                         |
| رقم 372 (Mi #432) |        | سلسلة: «رسوم الأطفال» - رسمة «داشا تشيمبرزي، 6 سنوات» | 0,40 هريفنا                          | 7 مارس 2001 م       | 900٬000               | ميكولا كوتشوبي                                         |
| رقم 379 (Mi #439) رقم 380 (Mi #440) رقم 381 (Mi #441)                                                                         |        | مقاطع من سلسلة «حكايات شعبية أوكرانية» - أخت الثعلب الصغيرة وأخو الذئب الكبير - القفاز - سيركو | 0,30 هريفنا                          | 14 أبريل 2001 م     | 300٬000               | كوست لافرو                                             |
| رقم 382 (Mi #442) رقم 383 (Mi #443)                                                                                           |        | طابعان متجاوران ضمن سلسلة «صناعة السفن في أوكرانيا» - البارجة «القديسين الثلاثة» - البارجة الرسل الاثني عشر | 0,30 0,20 هريفنا                     | 20 أبريل 2001 م     | 200٬000               | فاليري رودينكو                                         |
| رقم 384 (Mi #444) رقم 385 (Mi #445)                                                                                           |        | طابعان متجاوران «أوروبا. الماء مورد طبيعي» | 1,00 هريفنا                          | 27 أبريل 2001 م     | 300٬000               | أوليغ بيترينكو-زانيفسكي                                |
| رقم 386 (Mi #446) |        | «الثالوث المقدس» | 0,30 هريفنا                          | 15 مايو 2001 م      | 300٬000               | كوست لافرو                                             |
| رقم 387 (Mi #447) رقم 388 (Mi #448) رقم 389 (Mi #449) رقم 390 (Mi #450) رقم 391 (Mi #451) رقم 392 (Mi #452)                   |        | ورقة بريدية صغيرة عن «تربية النحل» - جمع حبوب اللقاح - علاج بالنحل - نحلة شغالة - ملكة النحل - خلية نحل - ذكر النحل                                                                                            | 0,50 هريفنا                          | 22 مايو 2001 م      | 50٬000                | كاترينا شتانكو                                         |
| رقم 393 (Mi #453) |        | ورقة طوابع تذكارية: «دير كييف للكهوف. 1051—2001» على الطابع: كاتدرائية رقاد السيدة العذراء في كييف بيشيرسك لافرا                                                                                               | 1,50 هريفنا                          | 25 مايو 2001 م      | 50٬000                | أوكسانا تيرنافسكا                                      |
| رقم 394 (Mi #454) |        | «زيارة البابا يوحنا بولس الثاني إلى أوكرانيا» | 3,00 هريفنا                          | 15 يونيو 2001 م     | 500٬000               | فاسيل فاسيلنكو                                         |
| رقم 395 (Mi #455) |        | «مقاطعة زاكارباتيا» | 0,30 هريفنا                          | 29 يونيو 2001 م     | 200٬000               | أوليكساندر كالميكوف                                    |
| رقم 399 (Mi #456) رقم 400 (Mi #457) رقم 401 (Mi #458)                                                                         |        | ورقة طوابع تذكارية: «كنوز المتاحف الأوكرانية» «قالب:متحف خانينكو، كييف»: ونظهر صور لوحات: - العذراء مريم مع الطفل المسيح، القرن السادس. - القديسان سركيس وباخوس، القرن السابع. - يوحنا المعمدان، القرن السادس. | 0,20 0,50 0,30 هريفنا                | 12 يوليو 2001 م     | 50٬000                | أوكسانا تيرنافسكا                                      |
| رقم 402 (Mi #459) رقم 403 (Mi #460)                                                                                           |        | طابعان متجاوران من سلسلة «الكتاب الأحمر لأوكرانيا» - حدأة حمراء (Milvus milvus) - يربوع سميك الذيل (Scirtopoda telum)                                                                                          | 1,00 هريفنا                          | 24 يوليو 2001 م     | 300٬000               | كوزنيتسوف غينادي يوخيموفيتش                            |
| رقم 404 (Mi #461) |        | «ديميتري بارتنيانسكي (1751—1825)» | 0,20 هريفنا                          | 26 يوليو 2001 م     | 300٬000               | بوروداي يوليا أولكساندريفنا                            |
| رقم 405 (Mi #462) |        | «كرة القدم الأوكرانية» | 0,50 هريفنا                          | 10 أغسطس 2001 م     | 500٬000               | فاليري يفتوشينكو                                       |
| رقم 406 (Mi #463) |        | ورقة طوابع تذكارية: «إعلان أوكرانيا دولة ديمقراطية مستقلة في 24 أغسطس 1991» | 3,00 هريفنا                          | 15 أغسطس 2001 م     | 50٬000                | تصميم أوليكساندر كالميكوف، صورة لوكاتسكي إفريم لفوفيتش |
| رقم 396 (Mi #464) |        | «مقاطعة خاركيف» | 0,30 هريفنا                          | 18 أغسطس 2001 م     | 200٬000               | أوليكساندر كالميكوف                                    |
| رقم 397 (Mi #465) |        | «مقاطعة تشرنيهيف» | 0,30 هريفنا                          | 21 سبتمبر 2001 م    | 200٬000               | أوليكساندر كالميكوف                                    |
| رقم 398 (Mi #466) |        | «مقاطعة كيروفوهراد» | 0,30 هريفنا                          | 22 سبتمبر 2001 م    | 200٬000               | أوليكساندر كالميكوف                                    |
| رقم 407 (Mi #467) |        | «المعرض الوطني السابع للطوابع في دنبرو» | 0,30 هريفنا                          | 7 أكتوبر 2001 م     | 600٬000               | فولوديمير ليمزياكوف                                    |
| رقم 408 (Mi #468) |        | إصدار مشترك: «حوار الحضارات» ومن الدول الأخرى التي أصدرت طوابع ضمن هذا الإصدار المشترك: - روسيا - ألبانيا - ألبانيا بقيمة اسمية أخرى - ألبانيا بقيمة اسمية أخرى - أرمينيا - كازاخستان - قيرغيزستان - مولدوفا   | 0,70 هريفنا                          | 9 أكتوبر 2001 م     | 200٬007 (22223 صحيفة) | أورسكا غولوب (سلوفينيا)                                |
| رقم 409 (Mi #469) رقم 410 (Mi #470)                                                                                           |        | ورقة طوابع تذكارية: «البحر الأسود» - دلافين - فرس البحر | 0,70 0,30 هريفنا                     | 19 أكتوبر 2001 م    | 50٬000                | أوليكساندر كوشيل                                       |
| رقم 411 (Mi #471) |        | «عيد الميلاد» | 0,30 هريفنا                          | 9 نوفمبر 2001 م     | 550٬000               | أوليغ بيترينكو-زانيفسكي                                |
| رقم 412 (Mi #472) |        | «القديس نيكولاس» | 0,30 هريفنا                          | 16 نوفمبر 2001 م    | 400٬000               | كوست لافرو                                             |
| رقم 413 (Mi #473) |        | «السنة الجديدة» | 0,30 هريفنا                          | 23 نوفمبر 2001 م    | 500٬000               | كاترينا شتانكو                                         |
| رقم 414 (Mi #474) رقم 415 (Mi #475)                                                                                           |        | طابعان متجاوران «إصدار مشترك بين أوكرانيا وجورجيا» - تاراس شيفتشينكو - أكاكي تسيريتيلي | 0,40 هريفنا                          | 19 ديسمبر 2001 م    | 200٬000               | فاسيل فاسيلنكو                                         |
| رقم 416-А (Mi #476C) رقم 417-А (Mi #477C) رقم 418-А (Mi #478C) رقم 419-А (Mi #479C) رقم 420-А (Mi #480C) رقم 421-А (Mi #481C) |        | ورقة طوابع تذكارية: سلسلة «الملابس الشعبية الأوكرانية» | 0,20 0,50 0,20 0,50 0,20 0,50 هريفنا | 20 ديسمبر 2001 م    | 50٬000                | ميكولا كوتشوبي                                         |
| رقم 416 (Mi #476A) رقم 417 (Mi #477A)                                                                                         |        | - طابعان متجاوران ضمن سلسلة «الملابس الشعبية الأوكرانية. مقاطعة كييف» - الأسبوع الأخضر - عطلة عيد ميلاد المسيح                                                                                                 | 0,20 0,50 هريفنا                     | 20 ديسمبر 2001 م    | 200٬000               | ميكولا كوتشوبي                                         |
| رقم 418 (Mi #478A) رقم 419 (Mi #479A)                                                                                         |        | - طابعان متجاوران ضمن سلسلة «الملابس الشعبية الأوكرانية. مقاطعة تشرنيهيف» - الموسيقيون الثلاثة - عروسان | 0,20 0,50 هريفنا                     | 20 ديسمبر 2001 م    | 200٬000               | ميكولا كوتشوبي                                         |
| رقم 420 (Mi #480A) رقم 421 (Mi #481A)                                                                                         |        | - طابعان متجاوران ضمن سلسلة «الملابس الشعبية الأوكرانية»: مقاطعة بولتافا - عيد التعميد - ليلة كوبالا | 0,20 0,50 هريفنا                     | 20 ديسمبر 2001 م    | 200٬000               | ميكولا كوتشوبي                                         |

## الإصدار الخامس من الطوابع القياسية
كان الإصدار الخامس من الطوابع القياسية لأوكرانيا (2001-2006) ممثلاً بقيم اسمية بريدية تحمل فئات الحروف: "B"، "D"، "E"، "E"، "Ж"، "Р". إنها تتوافق مع التعرفة لإرسال المراسلات التي حددها البريد الأوكراني مسبقًا، وتعادل أيضًا مبلغًا معينًا بالهريفنا أو الدولار الأمريكي، ويحسب سعر بيع الدولار بسعر البنك الوطني الأوكراني.
في السياق الدولي، لا تحمل الطوابع البريدية دائمًا فئة معبر عنها بوحدات نقدية، على سبيل المثال، الروبل والهريفنيا، وغيرهما من العملات. في بعض الحالات، يشار إلى سعر طابع البريد على شكل أي حرف (أو حروف) حتى تتغير قيمة الطوابع تلقائيًا عند تغير سعر صرف وحدة العملة الوطنية. كانت تسمى هذه الطوابع بطوابع "الحروف". ويسمح استخدام مثل هذه الطوابع للشبكة البريدية بتوفير المال: ليست هناك حاجة لطباعة طوابع بريدية بقيمة نقدية جديدة، لأنه من الممكن الاستمرار في تداول نفس الطوابع البريدية ذات الحجم الحرفي والتي تباع بسعر متزايد في التداول البريدي. منذ عام 1994، بدأت هيئة البريد الأوكرانية في استخدام طوابع البريد لختم المراسلات البريدية، بما في ذلك تلك المرسلة خارج البلاد. تقليديا، يعبر عن التعريفات الجمركية للرسائل الدولية وغيرها من المواد البريدية المرسلة بالدولار الأمريكي، وبالتالي فإن القيمة الاسمية لعلامات الحروف تعادل الدولار.
يتوافق تسلسل العناصر في الجدول مع رقم كتالوج طوابع أوكرانيا على الموقع الرسمي للبريد الأوكراني، بين قوسين الأرقام من دليل ميشيل للطوابع".
| التسلسل في الكتالوج | الصورة | الوصف والمصادر  | القيمة    | تاريخ طرحها للتداول | كيمة الإصدار | المصمم              |
| ------------------- | ------ | --------------- | --------- | ------------------- | ------------ | ------------------- |
| رقم 377 (Mi #433I)  |        | «خبازة»         | B (0,10)  | 1 أبريل 2001 م      | كمية كبيرة   | أوليكساندر كالميكوف |
| رقم 373 (Mi #434I)  |        | «مخملية»        | Д (0,30)  | 1 أبريل 2001 م      | كمية كبيرة   | أوليكساندر كالميكوف |
| رقم 374 (Mi #435I)  |        | «دوار الشمس»    | E (0,71)  | 1 أبريل 2001 م      | كمية كبيرة   | أوليكساندر كالميكوف |
| رقم 376 (Mi #437I)  |        | «قمح»           | Є (3,65)  | 1 أبريل 2001 م      | كمية كبيرة   | أوليكساندر كالميكوف |
| رقم 375 (Mi #436I)  |        | «رباطية»        | Ж (2,66)  | 1 أبريل 2001 م      | كمية كبيرة   | أوليكساندر كالميكوف |
| رقم 378 (Mi #438I)  |        | «شعار أوكرانيا» | Р (10,84) | 1 أبريل 2001 م      | كمية كبيرة   | أوليكساندر كالميكوف |

## أخرى
أيضا أعيد إصدار طوابع من الإصدار الرابع القياسي السابق لعام 1995:
| التسلسل في الكتالوج | الصورة | الوصف والمصادر                                                              | القيمة | تاريخ طرحها للتداول      | كيمة الإصدار | المصمم                   |
| ------------------- | ------ | --------------------------------------------------------------------------- | ------ | ------------------------ | ------------ | ------------------------ |
| № 98                |        | وسائل النقل الحضري: حافلة لاز-5252 على الخلفية جامعة لوغانسك الوطنية.       | З      | 1 فبراير 20 يوليو 2001 م | كمية كبيرة   | فاسيل إيفانوفيتش دفورنيك |
| № 96                |        | وسائل النقل الحضري: حافلة الترولي يومز ت1 على خلفية الفندق منزل خريننيكوف]. | І      | 20 يوليو 2001 م          | كمية كبيرة   | فاسيل إيفانوفيتش دفورنيك |

## روابط خارجية
- Каталог продукції Укрпошти نسخة محفوظة 12 травня 2015 على موقع واي باك مشين.
- Поштовий міні-маркет